# Charles Pasi
Charles Pasi, né le 8 février 1983 à Paris, est un auteur-compositeur-interprète et harmoniciste français.

## Biographie

### Jeunesse et formation
Né d’un père italien et d’une mère française, Charles Pasi grandit à Paris et écoute très tôt Ray Charles, Little Richard, Percy Sledge. Sans la volonté particulière de devenir musicien, à 17 ans il intègre une chorale gospel et découvre l'harmonica en écoutant Bob Dylan et Neil Young. « L’harmonica, c’est un antihéros, avec un côté un peu outsider de la musique. On ne l’apprend pas au conservatoire ! Et puis, il a ce côté ludique, c’est comme un jouet. Ça me correspondait parfaitement, un peu comme mon double, moi qui n’avais pas été un crack à l’école ! ».
Après son baccalauréat, il étudie à la Saint Louis Jazz School de Rome puis revient à Paris et suit les cours de l'école de jazz CIM et de l'école Atla,.

### Les débuts (2005-2008)
À Rome, il joue avec le groupe Mood in Black puis gagne ses premiers cachets dans les bistrots parisiens,.
En 2005, Charles Pasi remporte le prix électro-acoustique du Tremplin national Blues sur Seine et le prix du FestiBlues international de Montréal.
En 2006, il sort un EP de blues, Mainly Blue en anglais qu'il autoproduit. « L’anglais me permet d’être sincère, de toucher le fond de ma pensée. En français j’ai envie de chercher des mots, du raffinement, et ce n’est pas forcément ce qui donne les plus belles images. Pour le moment je ne me sens pas capable d’écrire en français, j’ai la tentation d’édulcorer mes sentiments ». Il participe à différents festivals dont le Memphis International Blues Challenge dont il est finaliste puis entame une tournée internationale (États-Unis, Canada, Russie, Hongrie, Bénélux, Italie, Espagne...). Il collabore aux bandes originales des films Actrices de Valeria Bruni-Tedeschi et Cineman de Yann Moix. Carla Bruni le sollicite pour ses albums No Promises et Comme si de rien n'était et en tant que guitariste sur sa tournée,.

### AlbumsUncagedetSometimes Awake(2009-2016)
En 2009, sort son deuxième EP Uncaged. Charles Pasi remporte le concours Zimbalam du Printemps de Bourges, permettant la distribution numérique de l'EP chez Believe Recordings. En 2011 sort l'album Uncaged. Le saxophoniste américain Archie Shepp joue sur deux titres. Pour Libération : « L'auteur-compositeur franco-italien s'est émancipé de la voie blues de son premier disque, Mainly Blue, pour élargir son champ vers plus de soul et de relief funky, sans oublier caresse pop et élan rock ». Le clip du single Better With Butter est réalisé par l'acteur Louis Garrel. Le chanteur participe à l'émission musicale Taratata sur France 2 et fait les premières parties de Carla Bruni, Zaz, Jean-Louis Aubert, Sanseverino,,.

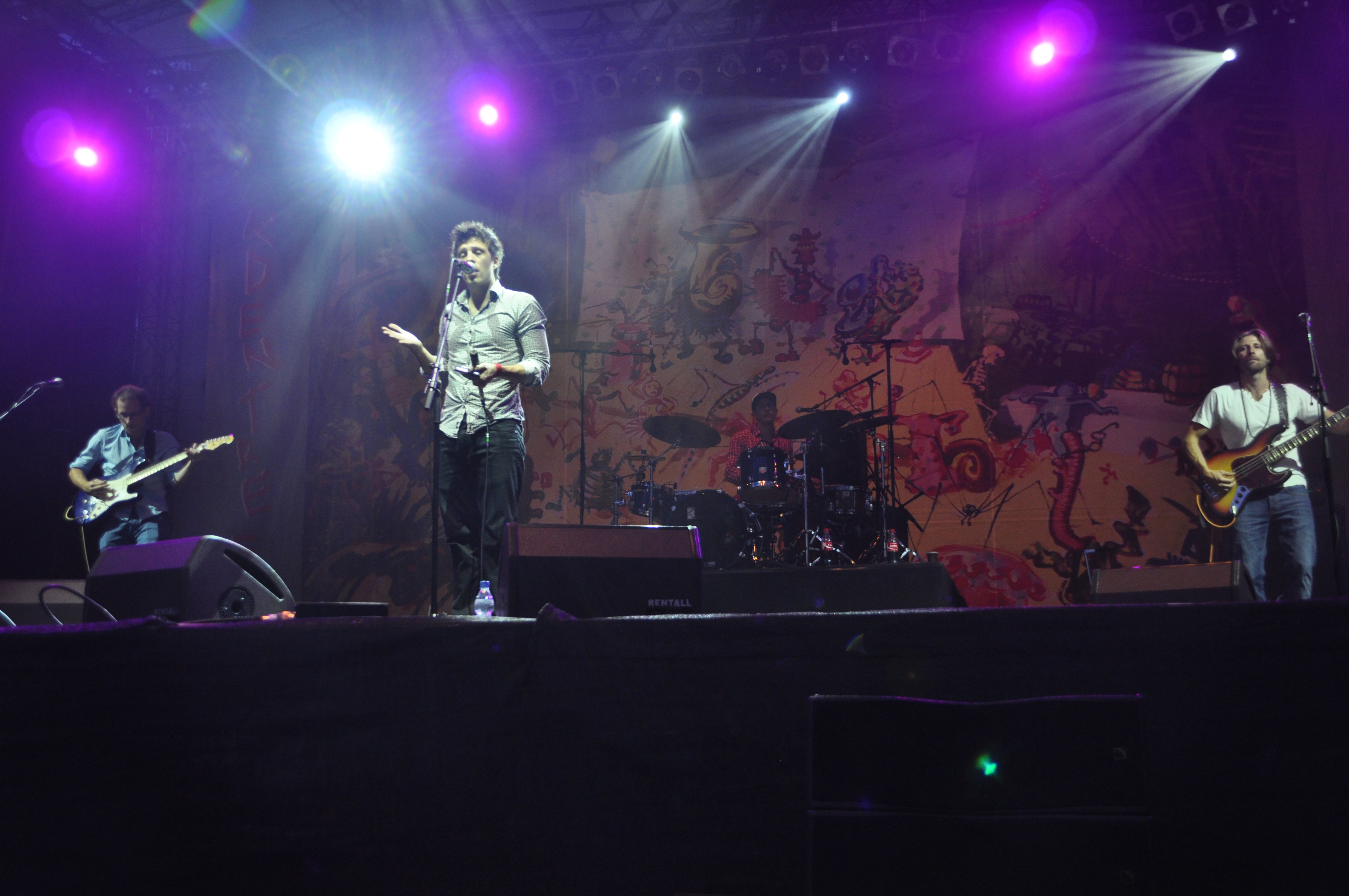
Charles Pasi au festival de musique Bardentreffen 2013 à Nuremberg.

En 2014, sort son deuxième album Sometimes Awake. Pour L'Humanité : « une musique ouverte aux influences jazz, blues, soul, folk ou afro-américaines ». Pour RTL : « un petit bijou non formaté, qui ne sort pas directement des usines. Les morceaux sont aérés et on y croise tous les styles (même quelques sons pop-rock). Son timbre de voix, légèrement éraillé, se balade formidablement au gré des notes ». Charles Pasi se produit à La Cigale et à l'Olympia (Paris) et fait les premières parties de Véronique Sanson, Carlos Santana,.
En 2016, il est choisi par Neil Young pour assurer la première partie de sa tournée française à la suite de l'envoi d'une maquette. « J'étais vraiment fier qu'il nous retienne... On a fait toute sa tournée française, ce qui était assez génial. C'était même étrange de le côtoyer au début : c'est quelqu'un que j'ai tellement écouté quand j'étais plus jeune... ».

### Depuis 2017: un artiste du label Blue Note
En 2017, sort le troisième album Bricks sous le label de jazz Blue Note Records. L'album blues, pop, jazzy, évoque les attentats, la guerre en Syrie. « Les briques, c’est ce qu’il y a au départ d’une construction. Et aussi à l’arrivée. Quand il ne reste plus rien, il reste encore les briques. Tu regardes une ruine, tu vois des briques. La brique, c’est autant le projectile que le refuge. La brique, c’est le foyer, le symbole de la protection ».
En 2021, sort l'album Zebra composé pendant la tournée de l'album précédent qui comportait une centaine de dates et qui passait par la Chine, la Tunisie, les Pays-Bas, la Turquie. « Je voulais faire un disque "sauvage", pas de maquettes, pas de répétitions, j'ai appelé des  musiciens  que  j'estime  mais  que  je  ne  connaissais pas  personnellement  (pour certains) et qui n'avaient jamais joué ensemble. Juste un rendez-vous en studio et voir ce  qu'il  se  passe,  avec  les  risques  et  l'excitation  que  ça  implique ». À l'image du zèbre toujours en mouvement, pour Radio France, la musique de cet album est « acoustique et électrique, tellurique  et  dynamique,  colorée  et  sombre.  Généreuse  et  fragile.  Elle  mêle  les sentiments et les grooves. Elle vibre avec une intensité de velours, loin des modes et des obligations ».

## Discographie
- 2006 : Mainly Blue, EP
- 2009 : Uncaged, EP
- 2011 : Uncaged
- 2014 : Sometimes Awake
- 2017 : Bricks
- 2021 : Zebra

## Distinctions
- Tremplin national Blues sur Seine 2005 : Prix électro-acoustique
- Prix du FestiBlues international de Montréal 2005